# Pájaro-León
El Pájaro-León es un ser críptido volador que supuestamente cometió múltiples asesinatos al ganado en la parte sur de Honduras durante la década de 1940. Es uno de los tantos seres misteriosos de las leyendas hondureñas.

## Descripción
Según relatos de campesinos, el Pájaro-León, como su nombre lo indica, es un ave de gran tamaño con una melena parecida a la de un león, alas parecidas a las de un murciélago pero de proporciones enormes y una cola larga. Se cree que es pariente del Comelenguas, otro ser volador que aterrorizó a los habitantes de Nacaome en la década de los 50.
njj

## Leyenda popular
En Sabanagrande, se relataban historias de un enorme monstruo que sobrevolaba la zona en busca de ganado para matar y comer. Algunos campesinos dicen haber sido testigo de como esta bestia bajaba en picada desde el cielo y tomaba con sus fuertes patas a una vaca indefensa para llevársela a su guarida y comérsela.
A pesar de no ser una leyenda propia de Nacaome sino de Sabanagrande, en el libro Por cuentas, aquí en Nacaome: literatura oral de la zona sur publicado en 1996, por Karen Dariela Ramos y Melissa Isabel Valenzuela, existen diferentes relatos sobre esta criatura también.